# Rafael Bolívar Álvarez
Rafael Bolívar Álvarez (Cagua, 1860-Caracas, 1900) fue un escritor venezolano, padre de Rafael Bolívar Coronado.

## Biografía
Nació en 1860 en Cagua.  Descrito por Cejador y Frauca como un «escritor sin ciencia ni literatura; pero espontáneo, oportuno y salado pintor crítico de costumbres criollas, cuentista al estilo criollo, de risa suelta, desbordada, sin perífrasis ni rodeos», «burlóse de los defectos de su tierra en lenguaje popular». Entre sus publicaciones se encontraron títulos como Costumbres aragüeñas (Caracas, 1893), Guasa pura (Caracas, 1894), Cuentos chicos (póstuma, Caracas, 1913). Falleció en 1900, el día 17 de mayo, en Caracas.  Bolívar Álvarez, que en 1887 habría ocupado escaño de diputado en el Congreso, fue padre de Rafael Bolívar Coronado.